# إيدا شيبارد أولدرويد
كانت إيدا شيبرد أودرويد (1856-1940) عالمة صدفيات أمريكية وأمينة قسم الجيولوجيا في جامعة ستانفورد لأكثر من 20 عاماً إذ تولت تنسيق ما كان ثاني أكبر مجموعة من أصداف الرخويات في العالم. جمعت أولدرويد مع زوجها توم شو أولدرويد واحدة من أكبر مجموعات الأصداف الخاصة في كاليفورنيا. تم الاعتراف بإيدا كرائدة نشطة وباكرة لعلم الرخويات في غرب الولايات المتحدة الأمريكية. كما كانت عضو أصلي في الاتحاد الأمريكي لعلم الصدفيات إذ شغلت منصب نائبة الرئيس في عام 1934 ورئيسة فخرية من عام 1935 إلى عام 1940.

## بداية حياتها
ولدت إيدا ماري شيبارد في 25 نوفمبر 1856 في جوشين إنديانا من والدين وليام هـ. وديليا ماري (جيليت) شيبرد. التحقت بالمدرسة الثانوية في سالين ميشيغان ودرست في جامعة ميشيغان من عام 1883 إلى عام 1885، كما وقد حصلت على شهادة تدريس ولكنها لم تتخرج. في عام 1888 انتقلت عائلتها إلى لونغ بيتش كاليفورني حيث بدأت في جمع الصدفيات. تزوجت في سبتمبر من عام 1895 من جامع الصدفيات توم شو أولدرويد. قام الزوجان بجمع الصدفيات على نطاق واسع في جنوب كاليفورنيا وجمع مجموعة كبيرة والحصول على عينات نادرة وجلبها إلى الجهات المختصة.

## مسيرتها المهنية
تم تعيين أولدرويد في عام 1914 من قبل أكاديمية كاليفورنيا للعلوم لتصنيف وتعبئة جزء من مجموعة صدفيات هنري هيمفيل استعداداً لنقل المجموعة إلى الأكاديمية بعد وفاة هيمفيل. في عام 1916 تم تعيينها من قبل جامعة ستانفورد التي حصلت بعد ذلك على مجموعة هيمفيل وطلبت من أولدرويد القيام بتصنيفها. بعد مرور عام اشترت جامعة ستانفورد مجموعة أولدرويد الخاصة وعيّنت أولدرويد كقيّمة في قسم الجيولوجيا حيث عملت لبقية حياتها. في منتصف العشرينات من القرن العشرين كانت مجموعة ستانفورد للصدفيات ثاني أكبر مجموعة في العالم. وقد واصلوا الجمع من ولاية كاليفورنيا وواشنطن وفي 1929-1930 سافروا إلى جميع أنحاء العالم وجمعوا وسهّلوا الحصول على مجموعات كبيرة عند عودتهم.
تم تعيينها في عام 1922 كمستشارة في المتحف الأمريكي الوطني للتاريخ الطبيعي في نيويورك حيث أمضت عدة أشهر في دراسة وتصنيف مجموعة الصدفيات. وقد كتبت أولدرويد عدة أبحاث واشتهرت من خلال بعض أعمالها الضخمة من مثل: الأصداف البحرية في بوجيه ساوند ومجاوراتها (1924)، الأصداف البحرية في الساحل الغربي لشمال أمريكا وهي سلسلة من أربعة مجلدات نشرت ما بين عامي 1924 و1927. وكانت أولدرويد عضو أصلي في الاتحاد الأمريكي لعلم الصدفيات وعملت نائبةً لرئيسها في عام 1934 ورئيسةً فخريةً من عام 1935 إلى عام 1940.

## موتها وإرثها
توفيت أولدرويد في 9 يوليو عام 1940 في بالو ألتو كاليفورنيا عن عمر يناهز 83 عاماً وذلك بعد عدة أشهر من تدهور حالتها الصحية. في وقت وفاتها كانت مجموعة صدفيات ستانفورد تعتبر الأكبر في أي جامعة أمريكية. وقد وصفت أولدرويد أكثر من 20 نوعاً من الرخويات بالإضافة إلى نوع من المرجان.

## زوجها
وُلد توم شو أولدرويد في هدرسفيلد إنجلترا في 13 يونيو عام 1853 وانتقلت عائلته إلى فلاشينغ في نيويورك في عام 1855. انتقل إلى كاليفورنيا في عام 1880 واستقر في لونج بيتش حيث بدأ في جمع الصدفيات. توم متخصص في حفريات الأصداف في العصر الجليدي. توفي إثر أزمة قلبية في 3 نوفمبر عام 1932 عن عمر يناهز 80 عاماً. تم تكريمه من خلال تسمية حوالي 10 أنواع من الصدفيات باسمه.